# Jean Duvergier de Hauranne

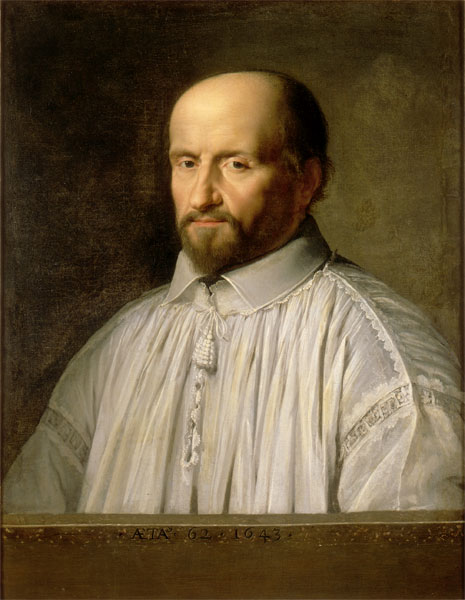
Jean Duvergier de Hauranne, Porträt nach der Totenmaske (Umkreis von Philippe de Champaigne)

Jean Duvergier de Hauranne, auch Du Vergier, nach seinem Abtstitel seit 1620 Saint-Cyran (* 1581 in Bayonne; † 11. Oktober 1643 in Paris), war ein französischer katholischer Priester und Theologe. Er hatte entscheidenden Anteil an der Ausbreitung des Jansenismus in Frankreich.

## Leben
Duvergier studierte Philosophie an der Pariser Sorbonne und Theologie am Jesuiten-Kolleg in Löwen, wo er seine Studien 1604 mit Auszeichnung abschloss. In Löwen begegnete er dem vier Jahre jüngeren Cornelius Jansen. Mit ihm vertiefte er sich, zunächst in Paris und 1611–13 in Bayonne, intensiv in die Schriften der Kirchenväter, besonders des Augustinus, wobei sie sich immer mehr der calvinischen Prädestinations- und Gnadenlehre annäherten und damit in Gegensatz zur kirchlichen  Bußpraxis, besonders zur kasuistischen Morallehre der Jesuiten gerieten. Duvergier hielt die Kirche seiner Zeit für zutiefst reformbedürftig und glaubte sich selbst zu dieser Reform beauftragt.

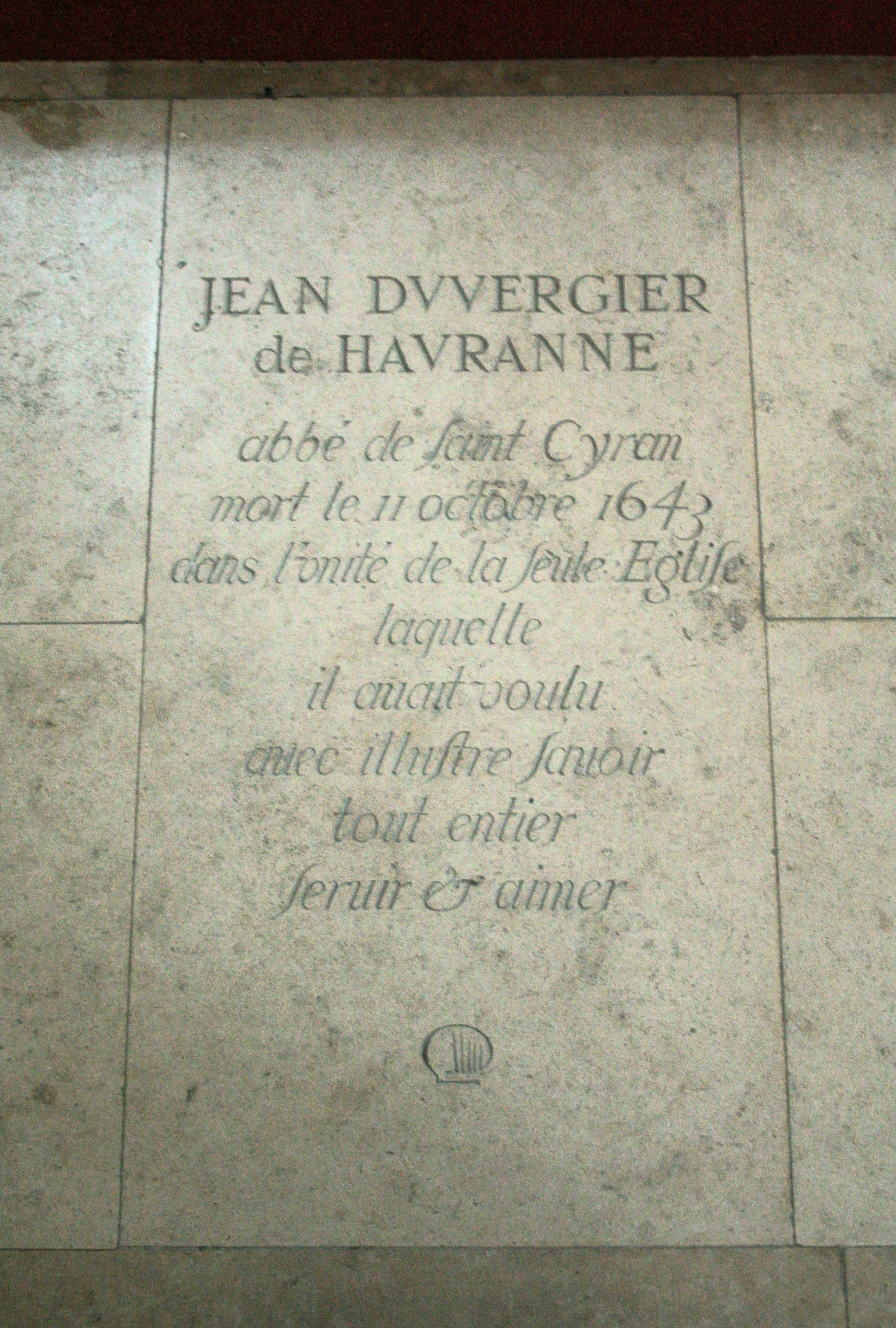
Grabstein in St-Jacques-du-Haut-Pas, Paris
Jean Duvergier de Hauranne,
Abt von Saint-Cyran,
gestorben am 11. Oktober 1643
in der Einheit der einzigen Kirche,
der er
mit glänzendem Wissen
ganz und gar dienen
und die er lieben wollte

1617 wurde er vom Bischof von Poitiers in Dienst gestellt, der ihm 1620 Würde und Einkünfte eines Kommendatarabts von Saint-Cyran verlieh. Duvergier hielt sich jedoch vorwiegend in Paris auf, wo er mit Pierre de Bérulle und Robert Arnauld d’Andilly Freundschaft schloss. Durch die Familie Arnauld bekam er 1623 Kontakt zum Zisterzienserinnenkloster Port-Royal und war ab 1635 geistlicher Führer der Äbtissin Angélique Arnauld und weiterer Schwestern sowie der „Einsiedler von Port Royal“.
Unter dem Eindruck der spirituellen und asketischen Persönlichkeit Duvergiers wurde Port-Royal zum Zentrum des Jansenismus, während sich gleichzeitig die päpstliche Verurteilung jansenistischer Lehrsätze (1643) anbahnte. Kardinal Richelieu, ursprünglich ein Freund Duvergiers, sah den Jansenismus jetzt als reichs- und kirchenpolitisch gefährlich an. Er ließ Duvergier am 15. Mai 1638 verhaften und in den Donjon von Vincennes bringen. Bis zu Richelieus Tod wurde er dort gefangen gehalten, konnte jedoch Kontakt mit Weggefährten halten und an der Vollendung von Cornelius Jansens Werk über die Gnadenlehre Augustins teilnehmen.
Nach dem Tod Richelieus wurde Duvergier im Februar 1643 auf Bemühen seiner Anhänger freigelassen, starb jedoch noch im selben Jahr an den Folgen der fast fünfjährigen Haft. Er wurde in der Kirche St-Jacques-du-Haut-Pas in Paris beigesetzt.

## Werke
- Considérations sur la mort chrétienne.
- Considérations sur les dimanches et les festes des mysteres, et sur les festes de la Vierge et des saints, Paris 1670 (Zuschreibung zweifelhaft).
- Examen d’une apologie qui a esté faite pour servir de defense à un petit livre intitulé Le chapelet secret du Très-Sainct Sacrement Et pour refuter quelques remarques qui avoient été faites sur ledit chapelet, Paris 1634.
- Instructions chrestiennes, Paris 1672.
- La Somme des fautes et faussetez capitales, contenues en la Somme theologique du Pere François Garasse de la Compagnie de Jesus, Paris 1626.
- Lettres chretiennes et spirituelles de messire Jean du Verger de Havranne, abbé de S. Cyran, qui n’ont point encore été imprimées jusqu’à présent, Amsterdam 1744.
- Œuvres chrétiennes et spirituelles, Lyon 1679.
- Peins Aurélius, ein Werk über die kirchliche Hierarchie, 1631.
- Pensées morales, Éd. Henri Perruchot, Paris, Clermont, F. Sorlot 1944.
- Question royalle et sa decision, Paris 1609.
- Refvtation de l’abus pretendu, & la descouuerte de la veritable ignorance & vanité du pere François Garasse, Paris 1626.
- Théologie familière, avec divers autres petits traitez de dévotion, Löwen 1650.